# William Binnie
Pour les articles homonymes, voir Binnie.
William Binnie, né le 2 février 1958, est un pilote automobile américain. 

## Palmarès
- 2004 : 24 heures du Mans (catégorie LMP2), vainqueur
- 2006 : 24 heures du Mans (catégorie LMP2), 2e
- 2007 : 24 heures du Mans (catégorie LMP2), vainqueur